# یان چکرالسکی
یان چُکرالِسکی (‎/ˈjæn tʃɒxˈrɑːlski/‎ YAN chokh-RAHL-skee، تلفظ لهستانی: [ˈjan t͡ʂɔˈxralskʲi]؛ 23 اکتبر 1885 - 22 آوریل 1953) یک شیمیدان لهستانی بود که فرایند چکرالسکی را اختراع کرد، که برای رشد تک بلورها و تولید ویفرهای نیم‌رسانا استفاده می‌شود. هنوز هم در بیش از 90 درصد از کل الکترونیک در جهان که از نیم‌رساناها استفاده می‌کنند، استفاده می‌شود. وی بیشترین استناد به محقق لهستانی است.

## انتشارات
- Moderne Metallkunde در Theorie und Praxis , J. Czochralski، چاپ شده توسط اسپرینگر، برلین، ۱۹۲۴.